# زواج القصر في الصومال
وفقًا للحكومة الصومالية، فإنه في عام 2020، بلغت نسبة زواج القصر في الصومال، 36 بالمائة من إجمالي عدد النساء اللاتي تتراوح أعمارهن بين 20 و24 عامًا.
وتعتبر النسبة سالفة الذكر منخفضة مقارنة بعام 2017، حيث وصلت نسبة الفتيات اللاتي زُوجن قبل سن 18 إلى 45% واللاتي زُوجن قبل سن 15 إلى 8%